# Людина пітьми 3
Людина пітьми 3: Загинь, Людино пітьми (англ. Darkman III: Die Darkman Die) — американський бойовик. Продовження фільму «Людина пітьми 2».

## Сюжет
Колись давно доктор Вестлейк був спотворений ґанґстерами і перетворився на невловимого майстра маскування, відважного месника — «Людину пітьми». Цього разу йому знову протистоїть небезпечний і сильний супротивник — безжалісний злочинець Пітер Рукер. Підступний лиходій хоче знайти таємниче джерело надприродної сили героя і влаштовує йому пастку. Опинившись у пастці, Людина пітьми вступає у свій останній і найвідчайдушніший бій із бандою Рукера.

## У ролях
- Джефф Фейгі — Пітер Рукер
- Арнольд Вослу — Людина пітьми / Пейтон Вестлейк
- Дарленн Флюгел — доктор Бріджит Торн
- Роксанн Доусон — Енджела Рукер
- Найджел Беннетт — Ніко
- Алісія Панетта — Дженні Рукер
- Ронн Саросьяк — Мак
- Пітер Ґрегем — Джо
- Шон Дойл — Адам
- Вьєслав Крістіан — Іван